# 加比·威廉斯
加布丽埃勒·莉萨·威廉斯（法語：Gabrielle Lisa Williams，1996年9月9日—），美国、法国女子篮球运动员，2020年夏季奥林匹克运动会女子铜牌得主、2021年欧洲女子篮球锦标赛银牌得主、2024年夏季奥林匹克运动会女子银牌得主。